# Shuryshkarsky (huyện)
Huyện Shuryshkarsky (tiếng Nga: ? райо́н) là một huyện hành chính tự quản (raion), của Yamal-Nenets, Nga. Huyện có diện tích 53921 kilômét vuông, dân số thời điểm ngày 1 tháng 1 năm 2000 là 9600 người. Trung tâm của huyện đóng ở Muzhi.